# 국제 번역의 날
국제 번역의 날(International Translation Day)은 번역 전문가를 기리는 국제적인 날이다. 매년 9월 30일은 번역가들의 수호성인으로 여겨지는 성경 번역가인 히에로니무스 축일이다.

## 유엔 결의안
2017년 5월 24일, 유엔 총회는 9월 30일을 세계 번역의 날로 선언하는 결의안 71/288을 통과시켜 국가 연결에 있어 전문 번역의 역할을 인정했다. 결의안 A/71/L.68 초안은 아제르바이잔, 방글라데시, 벨라루스, 코스타리카, 쿠바, 에콰도르, 파라과이, 카타르, 튀르키예, 투르크메니스탄, 베트남 등 11개국이 서명했다. 국제 번역가 연맹 외에도 국제 회의 통역사 협회, 크리티컬 링크 인터내셔널(Critical Link International), 국제 전문 번역가 및 통역사 협회, Red T, 세계 수화 통역사 협회 등 여러 다른 조직에서도 결의안 채택을 옹호했다.
유엔에서는 아랍어, 중국어, 영어, 프랑스어, 러시아어, 스페인어, 독일어 번역을 대상으로 매년 성 제롬 번역 경연대회를 개최한다.